# Jennifer Clement
Jennifer Clement, née en 1960 à Greenwich dans le Connecticut, est une écrivaine américaine vivant au Mexique. Elle est également présidente de PEN International depuis octobre 2015.

## Biographie
Née en 1960 à Greenwich, dans le Connecticut, Clement a déménagé en 1961 avec sa famille à Mexico, où elle a ensuite fréquenté la Edron Academy. Elle a ensuite déménagé aux États-Unis pour terminer ses études secondaires à la Cranbrook Kingswood School, avant d'étudier la littérature anglaise et l'anthropologie à l'Université de New York. Elle a obtenu sa maîtrise en beaux-arts à l'Université du sud du Maine.
Elle a été présidente du PEN club mexicain.
Elle obtient une bourse en littérature du National Endowment for the Arts en 2012 pour Prières pour celles qui furent volées (Prayers for the Stolen).
Son roman, Balles perdues (Gun Love) est sélectionné pour le National Book Award 2018.

## Œuvres traduites en français
- L’Inconnu  et Le Marin de Newton [« The Next Stranger » « Newton’s sailor »], trad. de Marie Évangeline Arsenault, Trois-Rivières, (Québec), Canada, Éditions Écrits des Forges, 2001, 89 p.  (ISBN 2-89046-638-8)
- En compagnie de Basquiat [« Widow Basquiat »], trad. de Dominique Goy-Blanquet, Paris, Éditions Denoël, coll. « Denoël & d'ailleurs », 2002, 219 p.  (ISBN 2-207-25248-5)
- Une histoire vraie tissée de mensonges [« A True Story Based on Lies »], trad. de, Paris, Éditions Autrement, coll. « Littératures », 2010, 199 p.  (ISBN 978-2-7467-1414-4)
- Prières pour celles qui furent volées [« Prayers for the Stolen »], trad. de, Paris, Éditions Flammarion, coll. « Littérature étrangère », 2014, 272 p.  (ISBN 978-2-08-131427-6)[6]
- La Veuve Basquiat : une histoire d'amour [« Widow Basquiat : a memoir »], trad. de Dominique Michel Marny, Paris, Éditions Christian Bourgois, 2016, 201 p.  (ISBN 978-2-267-02942-0)
- Balles perdues ["Gun Love"], trad de Patricia Reznikov, Paris, Éditions Flammarion, 2018, 296 p.  (ISBN 9782081416574)